# Fairview (Dakota del Sud)
Fairview è un comune degli Stati Uniti d'America, situato in Dakota del Sud, nella contea di Lincoln.